# Nordøya (Bømlo)
Ne doit pas être confondu avec Nordøya.
Nordøya est une île norvégienne du comté de Hordaland appartenant administrativement à Bømlo.

## Description
Rocheuse et couverte d'arbres, elle s'étend sur environ 935 m de longueur pour une largeur approximative de 555 m.